# Gefleckter Hornklee
Der Gefleckte Hornklee (Lotus maculatus), von Gärtnern auch einfach Lotus (Verwechslungsmöglichkeit mit Lotus) genannt, gehört zur Gattung Hornklee (Lotus) in der Unterfamilie der Schmetterlingsblütler (Faboideae) innerhalb der Familie der Hülsenfrüchtler (Fabaceae). Maculatus bedeutet „gefleckt“.

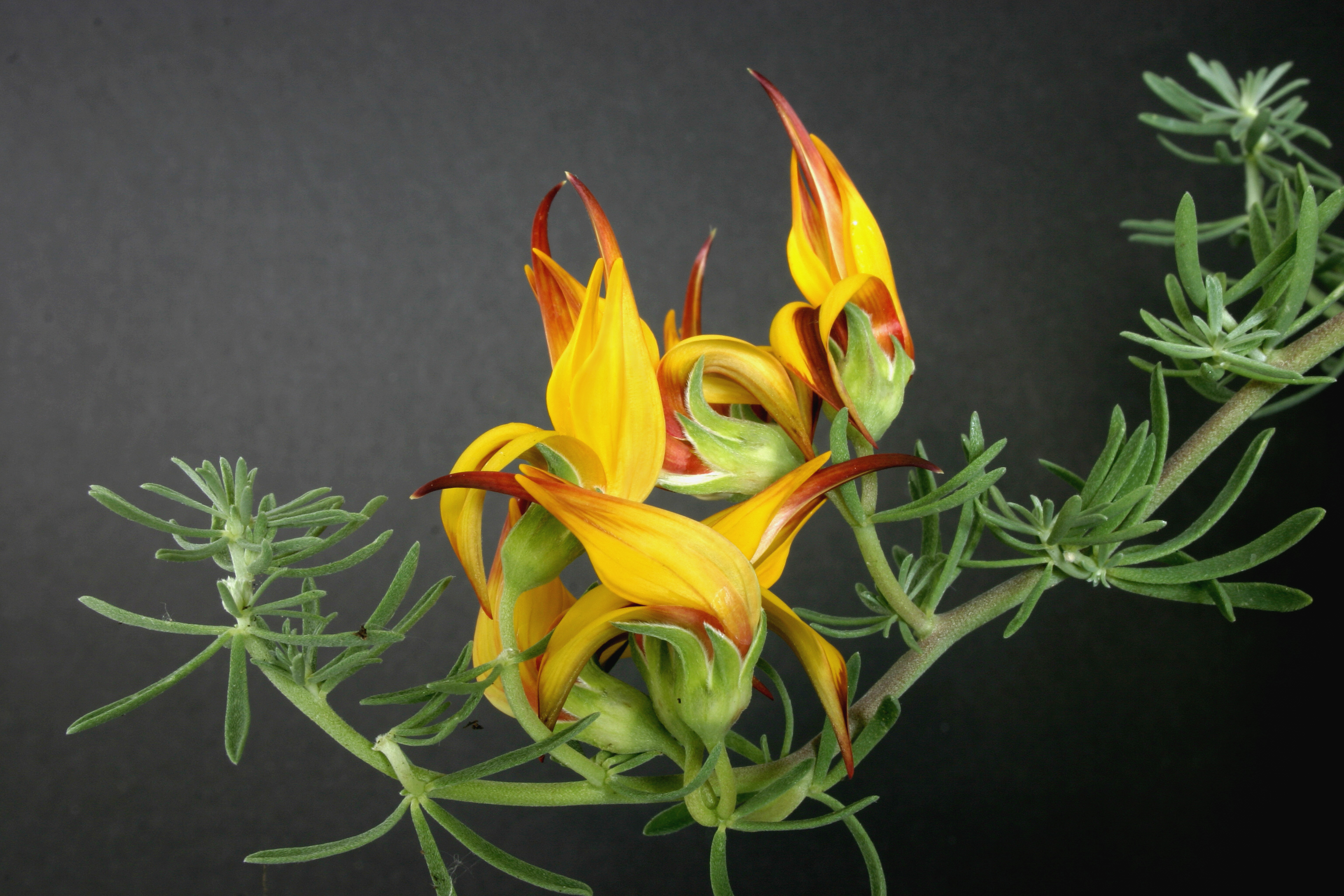
Gefleckter Hornklee (Lotus maculatus)

## Pflanzenbeschreibung
Der Gefleckte Hornklee ist eine kriechend wachsende, ausdauernde krautige Pflanze, die Wuchshöhen zwischen 10 und 20 cm erreicht. Er blüht von Februar bis August mit gelben, orange und braun gezeichneten Schmetterlingsblüten. Er besitzt schwach filzig behaarte Stängel und silbrige, nadelförmige Fiederblättchen. Der ebenfalls auf Teneriffa endemische Kanarische Hornklee (Lotus berthelotii) hat dagegen orangerote bis scharlachrote Blüten.
Die Chromosomenzahl beträgt 2n = 28.

## Ökologie
Der Gefleckte Hornklee zeigt klare Merkmale der Ornithophilie (Vogelbestäubung). Er wurde wahrscheinlich früher von Nektarvögeln bestäubt. Heute bestäubt ihn nur noch der Kanarische Zilpzalp (Phylloscopus collybita canariensis).

## Vorkommen und Schutz
Diese Pflanzenart ist ein Endemit auf Teneriffa, der auf Küstenfelsen vorkommt und sehr selten ist. Die einzige bekannte Population liegt im Naturschutzgebiet Costa de Acentejo an der Küste von El Sauzal. Sie besteht aus weniger als 30 Pflanzen und ihr Lebensraum ist starkem anthropogenen Druck ausgesetzt. Mit dem Plan de Recuperación del picopaloma wird versucht durch Stecklinge neue Pflanzen zu ziehen, um die Zahl der Individuen zu erhöhen und die genetische Vielfalt zu erhalten.

## Taxonomie
Lotus maculatus wurde von der deutschen Botanikerin Charlotte Breitfeld (1902– etwa 2003) erstbeschrieben, die im März und September 1971 auf Teneriffa blühendes und fruchtendes Material gesammelt hatte. Durch die Festlegung dieser beiden Aufsammlungen als Typus war der Name jedoch ungültig. Dies wurde erst 2008 durch den britischen Botaniker Nicholas Hind korrigiert, der die ursprüngliche Autorenschaft des Namens beibehielt.

## Zierpflanze
Der Gefleckte Hornklee wird wegen seiner auffallenden Blüten, seiner silbrigen Blätter und seines hängenden Wuchses auch als Zierpflanze für Terrasse und Balkon verwendet. Für eine Beet- und Balkonpflanze haben die Art und ihre Sorten aber nur eine relativ kurze Blütezeit, also zählen bei dieser Art vor allem Struktur und Farbe der Blätter. Um eine reiche Blütenbildung zu erreichen, sollten die Pflanzen frostfrei bei Temperaturen unter + 12 Grad Celsius überwintern.

### Sorte
- 'Gold Flame' mit goldgelben bis orangefarbenen Blüten.